# Wyndham’s Theatre

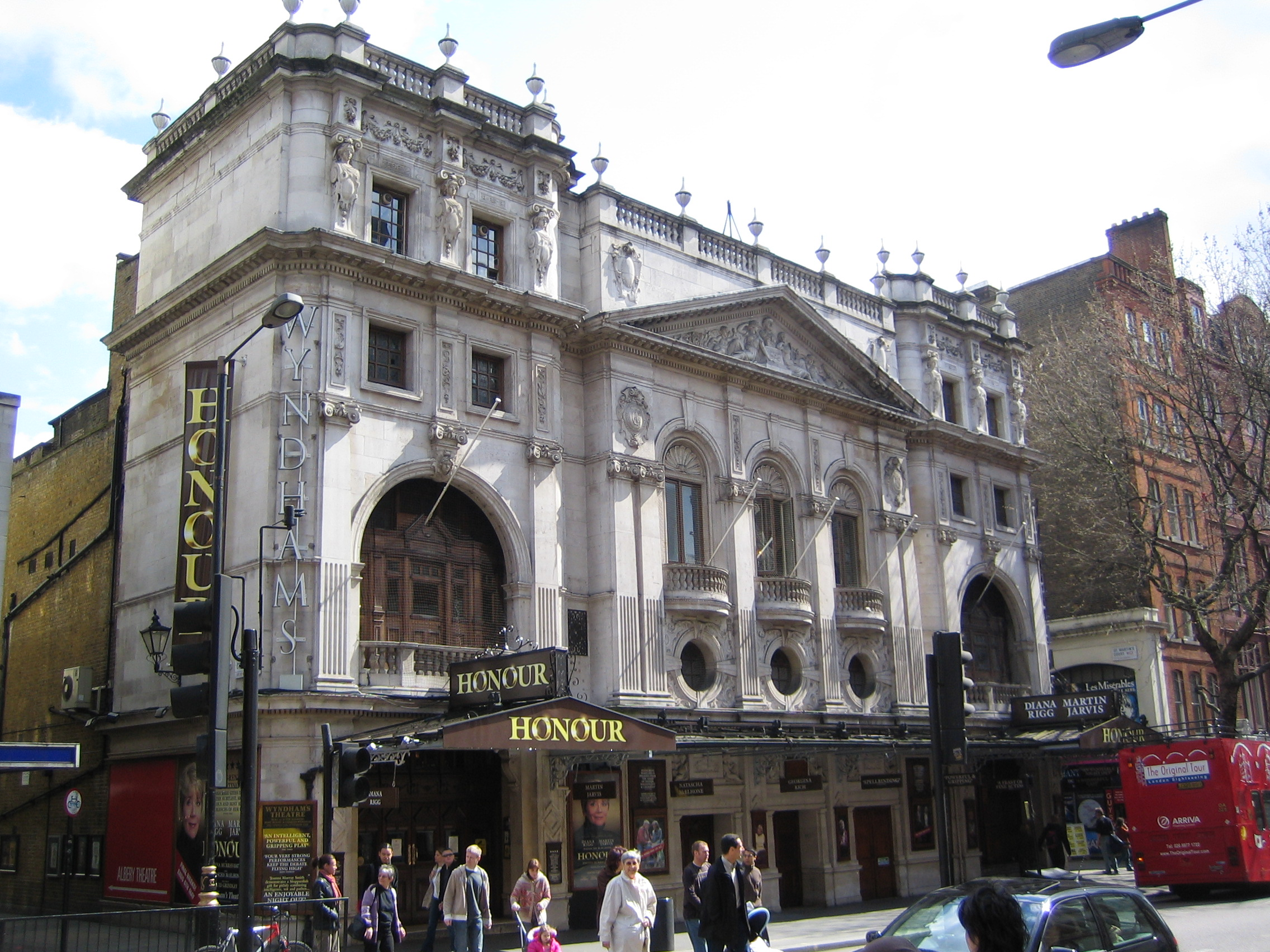
Das Londoner Wyndham’s Theatre

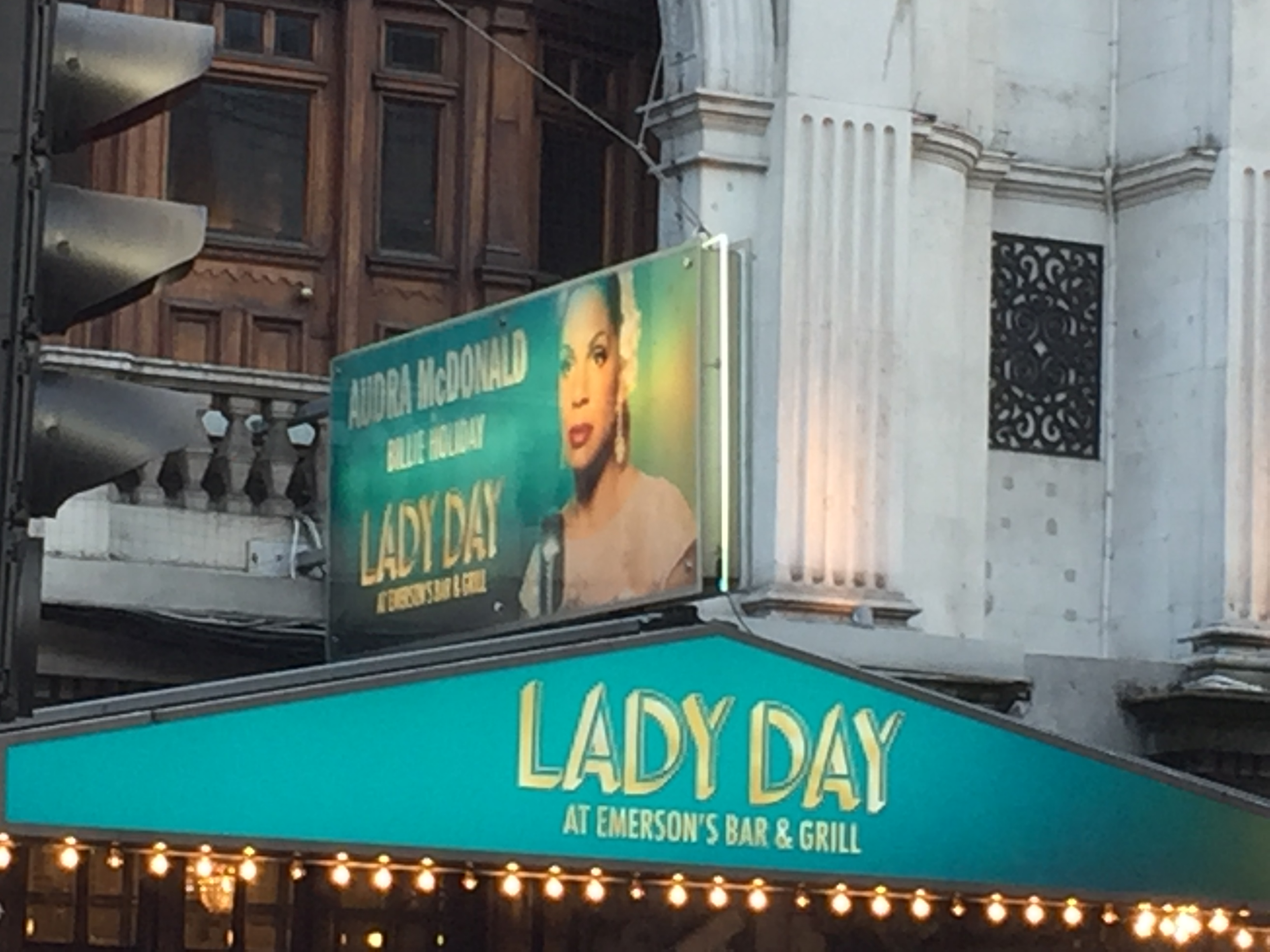
Lady Day at Emerson’s Bar and Grill, Wyndham’s Theatre, 2017

Das Wyndham’s Theatre ist eines von zwei Theatern, das für den Schauspieler-Manager Charles Wyndham gebaut wurde (das zweite ist das New Theatre). Es befindet sich im Londoner West End, in der Charing Cross Road, und wurde von Architekt W.G.R. Sprague entworfen. Es bietet auf drei Rängen Platz für 759 Zuschauer (mit zusätzlich 41 Stehplätzen). Am 16. November 1899 wurde es im Beisein des Fürsten von Wales mit T.W. Robertsons Stück David Garrick eröffnet. Das Theater wurde Rücken an Rücken mit dem Albery Theatre erbaut und ist durch eine Brücke mit diesem verbunden. Der Bau wurde durch einen Gönner und durch Kredite von Wyndhams Freunden finanziert.
Heute wird das Theater von der Ambassador Theatre Group betrieben und größtenteils für Theater- und Musiktheateraufführungen verwendet. Mehrere Weltpremieren namhafter Stücke fanden hier statt, wie zum Beispiel Peter Ustinovs The Love of Four Colonels am 23. Mai 1951, Sandy Wilsons The Boy Friend, 1954, das insgesamt 2078 Mal aufgeführt wurde, Simon Grays Wise Child am 10. Oktober 1967, Arthur Millers The Ride Down Mount Morgan am 23. Oktober 1991, und schließlich Yasmina Rezas Komödie Art, 1996, das über 1500 Mal gezeigt wurde.

## Spielplan 2017/2018
- Lady Day at Emerson’s Bar and Grill (27. Juni 2017 – 9. September 2017) von Lanie Robertson, mit Audra McDonald
- Heisenberg: The Uncertainty Principle (9. Oktober 2017 – 6. Januar 2018) von Simon Stephens, mit Anne-Marie Duff und Kenneth Cranham
- Long Day’s Journey into Night (dt. Eines langen Tages Reise in die Nacht) (6. Februar 2018 – 8. April 2018) von Eugene O’Neill, mit Jeremy Irons und Lesley Manville, Regie: Richard Eyre
- Red  (4. Mai 2018 – 28. Juli 2018) von John Logan, mit Alfred Molina und Alfred Enoch